# Jorge Torres Nilo
Jorge Emmanuel Torres Nilo (Tijuana, Baja California, 16 de enero de 1988) es un exfutbolista mexicano, que jugaba en clubes como el Atlas, Toluca y Tigres UANL, se desempeñaba como lateral izquierdo o defensa central.

## Trayectoria

### Atlas Fútbol Club

#### Fuerzas básicas
Entrenado por el reconocido formador de futbolistas mexicanos, Vicente Trujillo Puente. Fue un alumno destacado en todos los sentidos, ya fueran tácticos, técnicos o físicos. Jugó 3 nacionales y la causa de no poder jugar más fue la prueba de visorías con el Atlas de Guadalajara.[cita requerida]

#### Inicio profesional
Hizo su debut el 25 de febrero de 2006 contra los Tecos de la UAG, un juego que resultó en una victoria 4-0 para el Atlas.

### Tigres de la UANL
El 27 de mayo de 2010 fue adquirido junto con su compañero de equipo Hugo Ayala, por parte de los Tigres de la UANL. Su debut llegó hasta la Jornada 5 de la temporada del Apertura 2010, en donde inicia y juega los 90 minutos en una victoria 1-0 sobre el Santos Laguna.
Para el Clausura 2011 la defensa de Tigres impone un récord de menos goles recibidos al solo haber permitido 9 anotaciones en las 17 fechas del torneo regular con Torres Nilo como pieza inamovible en el esquema de Ricardo «Tuca» Ferretti.
Para el Apertura 2011 Tigres entra a la fase final, encontrándose con el Pachuca, a quien vence 4-0 (1-0 de visita y 3-0 en casa). Posteriormente el 4 de diciembre de 2011 el equipo venció al Querétaro con un autogol de Manuel Mondragón que dejaría fuera a los gallos blancos.
Disputa entonces la final contra el Santos Laguna. El partido de ida fue disputado el 8 de diciembre de 2011 en Torreón, imponiéndose el equipo felino por diferencia de un 0-1, con gol de Damián Álvarez. El 11 de diciembre de 2011 en el partido de vuelta, Tigres se encontraba abajo del marcador en el segundo tiempo, cuando parecía que el equipo se desmoronaba, Torres Nilo recorrió su banda izquierda para llegar a línea de fondo y poner una asistencia a su compañero Héctor Mancilla para poner el 2-1 global, posteriormente Danilinho y Alan Pulido anotarían para dejar el marcador de 3-1 (4-1 global) a su favor, los Tigres se coronaron por tercera vez en su historia entre un clima lluvioso y frío, después de 29 años de sequía. Torres Nilo fue elegido Mejor Lateral de la temporada.

#### 2015
Para el Apertura 2015 terminaron en 5.º lugar general y fueron a la final contra los Pumas de la UNAM, en la cual ganarían 3-0 en el Estadio Universitario, cuando parecía que todo iba a ser fácil, los pumas en el partido de vuelta empataron el global a 3-3 yéndose a tiempos extras, en los cuales quedaría el global 4-4 para después irse a penales y salir victoriosos por un 4-2 en penales. Siendo esta una de las finales más emocionantes en la historia del fútbol mexicano, con Torres Nilo como pieza fundamental en la conquista del 4.º título felino.
En ese mismo año juega la final de la Copa Libertadores en donde enfrentó a River Plate de Argentina. Empataron 0-0 en el partido de ida en México y cayó por 3-0 en la vuelta en el Monumental.

#### 2016
Tigres disputa la final del Apertura 2016 contra el Club América el 22 de diciembre. El partido terminó empatado a 1. André-Pierre Gignac abrió el marcador para los auriazules al 44'. Después al 68' Bruno Valdez anotó para los azulcremas. André-Pierre Gignac salió de la cancha al 77' después de un golpe en la espalda con Valdez y fue trasladado al hospital quedando en duda para el juego de vuelta en El Volcán. El diagnóstico indicaba que Gignac no podría jugar el siguiente partido, pero ante todo pronóstico, Ricardo Ferretti lo alineó en el once inicial del partido de vuelta.
El partido de vuelta fue en el Estadio Universitario en plena Navidad. Los 90 minutos terminaron sin goles y se fueron a tiempos extras, donde al 95' del primer tiempo extra Edson Álvarez marcó de cabeza tras un tiro de esquina. Diez minutos después del gol de las águilas, el entrenador americanista Ricardo La Volpe se hizo de palabras con Gignac y se armó una trifulca en donde hubo 3 expulsiones entre ellos Jorge Torres Nilo, y al final quedaron 9 jugadores de cada equipo en la cancha. Cuando todo parecía perdido, Jesús Dueñas consiguió el empate al minuto 119' con un disparó de cabeza, mandando a definir al campeón a través de tanda de penaltis.
En la tanda de penaltis acertaron por Tigres André-Pierre Gignac, Juninho y Guido Pizarro. Por parte del Club América fallaron William da Silva, mandando su disparo al poste izquierdo del portero Nahuel Guzmán, quien evitó que entrara el balón; Silvio Romero, este tirando un disparo potente arriba y al centro que también fue atajado por Nahuel; y por último, Javier Güémez, mandando su disparo al poste derecho de Nahuel quien atajó su tercer penal de manera consecutiva, con lo cual se coronarían los Tigres.

#### 2017
En el Apertura 2017, Tigres llega a la histórica final regia contra su rival, los Rayados de Monterrey; terminaron derrotando a Rayados en 4 minutos con anotaciones del chileno Eduardo Vargas al 30' y el colombiano Francisco Meza al 34'.

#### 2019
Para el Clausura 2019 la final de ida se jugaría en el Estadio de los Tigres, los cuales ganaron ese mismo partido con gol de André-Pierre Gignac al minuto 20'. La vuelta terminó en un empate a cero en el Nou Camp, lo que le dio el séptimo título a la escuadra de los Tigres de la UANL.

#### Valoración final
Jorge Torres Nilo ha sido pieza fundamental en 5 campeonatos de Liga MX para los Tigres, convirtiéndose de esta manera en un jugador histórico para la institución felina.

### Deportivo Toluca Fútbol Club
A finales de 2020 se oficializó su incorporación al Deportivo Toluca Fútbol Club para el Guard1anes 2021. Estuvo dos años y medio en el Estado de México hasta que el propio jugador anunció su salida.

### Fútbol 7
En enero de 2024 se presentó al draft de la  Américas Kings League -una liga profesional de fútbol 7-, siendo seleccionado por el equipo Raniza FC. Dejó la competición tras consagrare campeón del Split 1.

## Selección nacional

### Selección absoluta
| Club               | País   | PJ | Goles | Periodo     |
| ------------------ | ------ | -- | ----- | ----------- |
| Selección Mexicana | México | 49 | 1     | 2008 - 2016 |

Jorge Torres Nilo fue convocado por el técnico Sven-Göran Eriksson para un partido amistoso con la selección mayor, en donde debutó el 24 de septiembre de 2008 ante Chile.
En el 2010 regresa a la selección, esta vez convocado por Javier Aguirre, para los amistosos de la Selección Nacional rumbo a Sudáfrica 2010. Quedó en la lista de 23 jugadores que fueron al mundial; sin embargo, no jugó ningún partido.
Al finalizar el mundial fue convocado por Enrique Meza y Efraín Flores para los amistosos contra España, Ecuador y Colombia.
En el 2011 fue convocado en todas las convocatorias de José Manuel de la Torre para la Copa Oro 2011 y amistosos. En el 2012 también fue convocado para los partidos de eliminatoria rumbo a Brasil 2014.
Por sus grandes actuaciones en Tigres, estuvo en la lista final de 23 jugadores para la Copa FIFA Confederaciones 2013 en Brasil.
Tras casi un año sin ser llamado a la selección, fue convocado por el entrenador Miguel Herrera para disputar los partidos amistosos en septiembre contra Bolivia y Chile, pero una lesión le impidió acudir al llamado, siendo sustituido por Miguel Layún.

### Participaciones en selección nacional
| Copa                           | Categoría | Sede           | Resultado        |
| ------------------------------ | --------- | -------------- | ---------------- |
| Copa Mundial de Fútbol de 2010 | Absoluta  | Sudáfrica      | Octavos de final |
| Copa de Oro de Concacaf 2011   | Absoluta  | Estados Unidos | Campeón          |
| Copa Confederaciones 2013      | Absoluta  | Brasil         | Primera Fase     |
| Copa de Oro de Concacaf 2015   | Absoluta  | Estados Unidos | Campeón          |
| Juegos Olímpicos de 2016       | Sub-23    | Río de Janeiro | Fase de grupos   |

## Palmarés

### Títulos nacionales
| Título               | Club        | País   | Año  |
| -------------------- | ----------- | ------ | ---- |
| Liga MX              | Tigres UANL | México | 2011 |
| Copa MX              | Tigres UANL | México | 2014 |
| Liga MX              | Tigres UANL | México | 2015 |
| Campeón de Campeones | Tigres UANL | México | 2016 |
| Liga MX              | Tigres UANL | México | 2016 |
| Campeón de Campeones | Tigres UANL | México | 2017 |
| Liga MX              | Tigres UANL | México | 2017 |
| Campeón de Campeones | Tigres UANL | México | 2018 |
| Liga MX              | Tigres UANL | México | 2019 |

### Títulos internacionales
| Título                           | Club        | Sede                    | Año  |
| -------------------------------- | ----------- | ----------------------- | ---- |
| Copa Oro de la Concacaf          | México      | Estados Unidos          | 2011 |
| Copa Oro de la Concacaf          | México      | Estados Unidos · Canadá | 2015 |
| Copa Concacaf                    | México      | Estados Unidos          | 2015 |
| Liga de Campeones de la Concacaf | Tigres UANL | Estados Unidos          | 2020 |

### Distinciones individuales
| Distinción                                                           | Año  |
| -------------------------------------------------------------------- | ---- |
| Mejor defensa lateral de la Primera División de México Apertura 2011 | 2011 |
| Once Ideal de la Liga MX Apertura 2016                               | 2016 |